# Looberghe
Looberghe (Loberge en néerlandais) est une commune rurale française située dans le département du Nord, en région Hauts-de-France.
Ses habitants sont appelés les Looberghoises et les Looberghois.

## Géographie

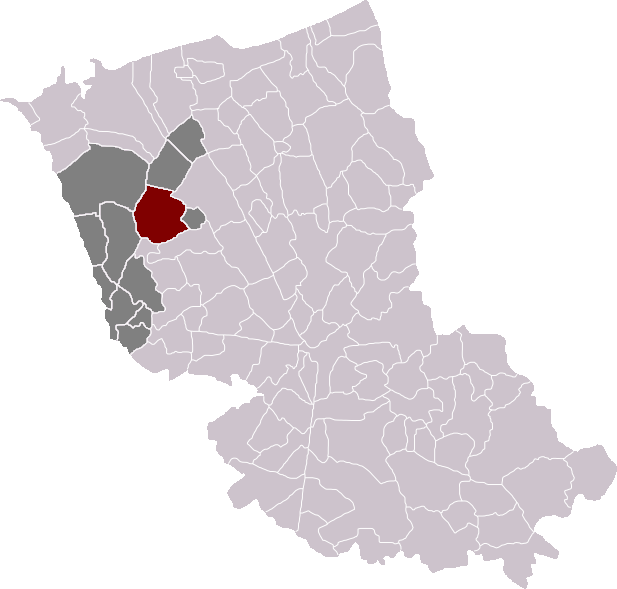
Looberghe dans son canton et son arrondissement.

La commune est traversée par les canaux de la Haute et la Moyenne Colme. L'altitude moyenne est de 5,5 mètres. Looberghe se trouve à environ 10 kilomètres du parc naturel régional des Caps et Marais d'Opale et à 13,5 kilomètres du Bois du Ham.
Le port de Dunkerque est à 14,7 kilomètres de la commune.
La plage la plus proche est la Plage de Petit-Fort-Philippe à Gravelines, à 13 kilomètres.
Le climat est océanique avec des étés tempérés.

### Communes limitrophes
| Bourbourg       | Brouckerque | Pitgam   |
|                 | Looberghe   | Drincham |
| Cappelle-Brouck | Merckeghem  | Eringhem |

### Hydrographie

#### Réseau hydrographique
La commune est située dans le bassin Artois-Picardie. Elle est drainée par le canal de la Haute Colme, la Vliet, le Langhegracht, la Kerkofgracht, le Collecteur, le Landsdyck, le watergang Boudyck, l'Overdyck, le Tronçon Sud-Ouest Oudegracht, le Schardauwgracht Rg du Snaekedyck, le Landsdyck et le Schey Dyck,,.
Le canal de la Haute-Colme relie l'Aa à Watten au canal de Bergues et au canal de la Basse-Colme à Bergues. Il fait partie du canal de la Colme, et correspond à la partie occidentale, la seule encore accessible à la navigation fluviale.
La Langhegracht, d'une longueur de 14 km, prend sa source dans la commune  et se jette  dans le Canal de Bergues à Téteghem-Coudekerque-Village, après avoir traversé sept communes.

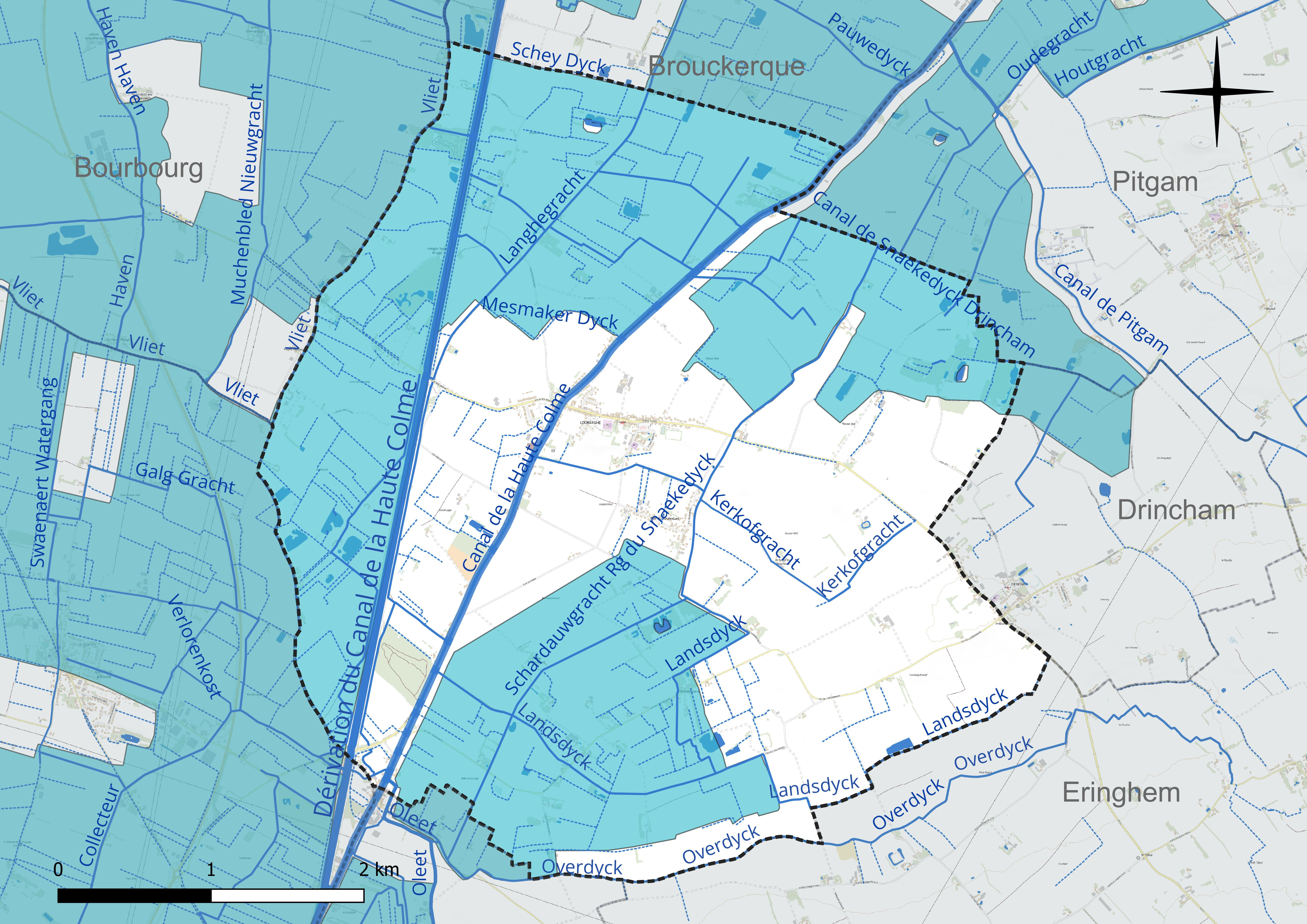
Réseau hydrographique de Looberghe.

La Langhegracht, d'une longueur de 14 km, prend sa source dans la commune  et se jette  dans le Canal de Bergues à Téteghem-Coudekerque-Village, après avoir traversé sept communes.

#### Gestion et qualité des eaux
Le territoire communal est couvert par le schéma d'aménagement et de gestion des eaux (SAGE) « Delta de l'Aa ». Ce document de planification concerne un territoire de 1 208 km2 de superficie, délimité par le bassin versant de l'Aa. Le périmètre a été arrêté le 18 août 2000 et le SAGE proprement dit a été approuvé le 15 mars 2010. La structure porteuse de l'élaboration et de la mise en œuvre est l'Institution intercommunale des Wateringues.
La qualité des cours d'eau peut être consultée sur un site dédié géré par les agences de l'eau et l'Agence française pour la biodiversité.

### Climat
Pour des articles plus généraux, voir Climat des Hauts-de-France et Climat du Nord.
En 2010, le climat de la commune est de type climat océanique altéré, selon une étude du CNRS s'appuyant sur une série de données couvrant la période 1971-2000. En 2020, Météo-France publie une typologie des climats de la France métropolitaine dans laquelle la commune est exposée à un climat océanique et est dans la région climatique  Côtes de la Manche orientale, caractérisée par un faible ensoleillement (1 550 h/an) ; forte humidité de l'air (plus de 20 h/jour avec humidité relative > 80 % en hiver), vents forts fréquents.
Pour la période 1971-2000, la température annuelle moyenne est de 10,7 °C, avec une amplitude thermique annuelle de 13,6 °C. Le cumul annuel moyen de précipitations est de 741 mm, avec 12,3 jours de précipitations en janvier et 8 jours en juillet. Pour la période 1991-2020, la température moyenne annuelle observée sur la station météorologique la plus proche, située sur la commune de Watten à 10 km à vol d'oiseau, est de 11,3 °C et le cumul annuel moyen de précipitations est de 822,8 mm,. Pour l'avenir, les paramètres climatiques de la commune estimés pour 2050 selon différents scénarios d'émission de gaz à effet de serre sont consultables sur un site dédié publié par Météo-France en novembre 2022.

## Urbanisme

### Typologie
Au 1er janvier 2024, Looberghe est catégorisée commune rurale à habitat dispersé, selon la nouvelle grille communale de densité à sept niveaux définie par l'Insee en 2022.
Elle est située hors unité urbaine. Par ailleurs la commune fait partie de l'aire d'attraction de Dunkerque, dont elle est une commune de la couronne,. Cette aire, qui regroupe 66 communes, est catégorisée dans les aires de 200 000 à moins de 700 000 habitants,.

### Occupation des sols
L'occupation des sols de la commune, telle qu'elle ressort de la base de données européenne d'occupation biophysique des sols Corine Land Cover (CLC), est marquée par l'importance des territoires agricoles (98,3 % en 2018), une proportion sensiblement équivalente à celle de 1990 (98,7 %). La répartition détaillée en 2018 est la suivante : 
terres arables (97,7 %), zones urbanisées (1,7 %), zones agricoles hétérogènes (0,6 %). L'évolution de l'occupation des sols de la commune et de ses infrastructures peut être observée sur les différentes représentations cartographiques du territoire : la carte de Cassini (XVIIIe siècle), la carte d'état-major (1820-1866) et les cartes ou photos aériennes de l'IGN pour la période actuelle (1950 à aujourd'hui).

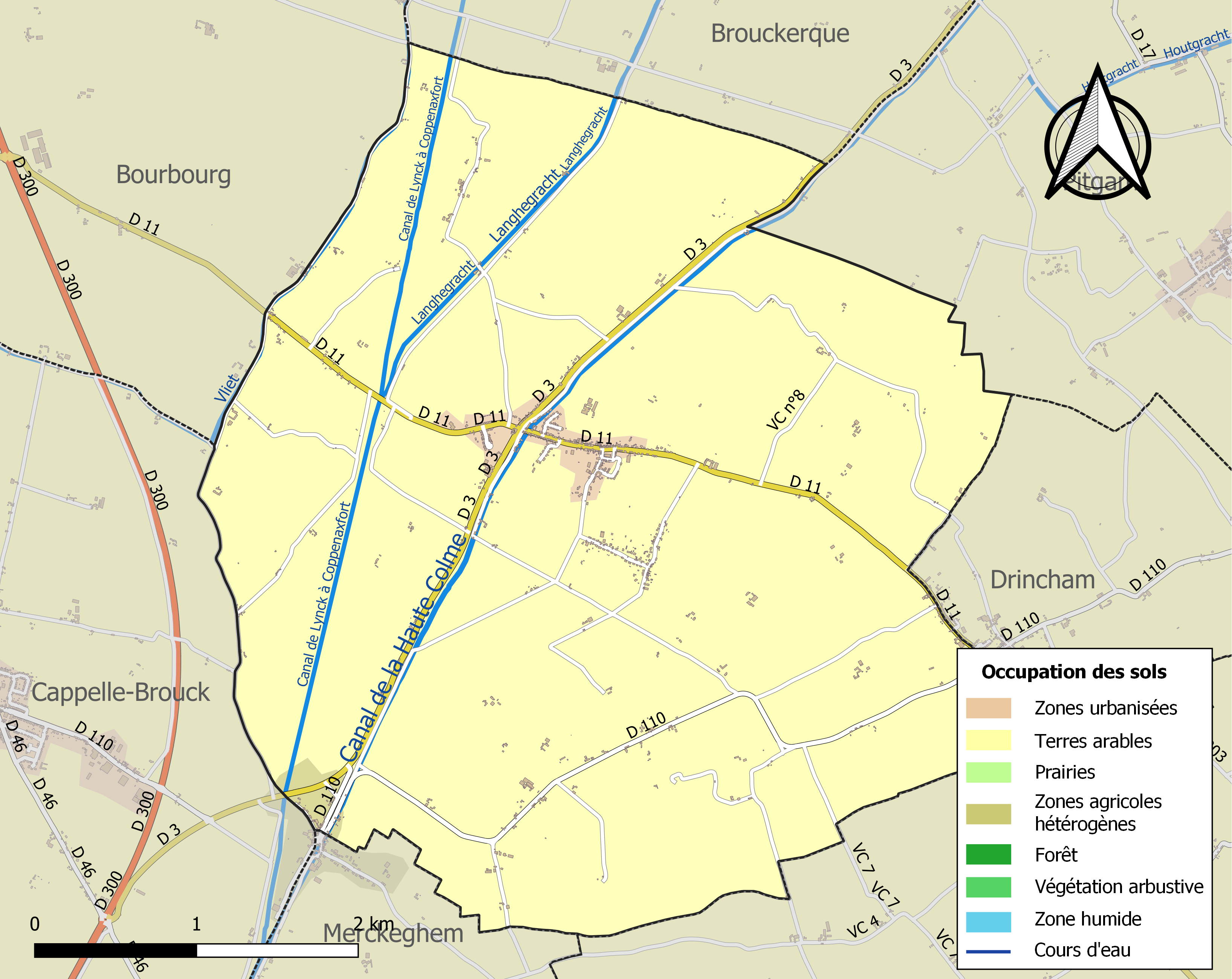
Carte des infrastructures et de l'occupation des sols de la commune en 2018 (CLC).

## Toponymie
Le nom de la localité est attesté sous les formes Loberga en 1093 ; Lon en 1075 ; Lobergis en 1111.
Il s'agit d'un composé toponymique flamand dont les éléments remontent au germanique occidental : lôh (ancien néerlandais loh) « bois » et berg « élévation, colline, mont, montagne ».

## Histoire

### Avant la Révolution française
La première trace écrite de Looberghe remonte à 1093 : Robert Ier dit Le Frison, alors comte de Flandre, avait pris sous sa garde et protection Bernold, le prévôt de l'abbaye de Watten et lui donna par charte datant de l'an 1093, 53 hectares à  Looberghe. Néanmoins le nom Loobergha figurait déjà sur une carte datant d'environ 800.
On retrouve le nom de Looberghe sous la forme Loberga également dans un titre de l'abbaye Notre-Dame de Bourbourg datant de 1119. En 1130, le nom est écrit Loberghe dans une charte de la même abbaye. Cette graphie changea en Loberges en 1193.
En 1145, Milon II, évêque de Thérouanne, déclare que les chanoines de l'église de Saint-Omer ont abandonné à l'abbaye de Bourbourg leurs dîmes novales (dîmes portant sur les nouvelles terres défrichées) de Looberghe, à condition qu'elle verse chaque année six hods  (ancienne unité de mesure) d'avoine.
En 1161, Milon II, donne à l'abbaye de Watten, l'autel de Looberghe et un revenu annuel de quatre marcs.
Dans un acte non daté, peut-être pris entre 1184 et 1188, un Wilgelmus (Guillaume) de Drincham de même qu'un Walterus de Loberga (Gautier de Looberghe) sont dits échevins de Bourbourg (la ville avait obtenu des comtes de Flandres le droit d'avoir un corps municipal ayant le pouvoir de régler certaines affaires internes de la ville dans une certaine indépendance).
Jusqu'à la Révolution française, le territoire de Looberghe est partagé et relève de deux châtellenies : la châtellenie de Bourbourg et la châtellenie de Bergues Saint Winoc. Il ne semble pas que Looberghe soit le siège d'une seigneurie, comme la plupart des villages voisins (voir par exemple Liste des seigneurs de Drincham), en dehors de la seigneurie de Locre citée sous-dessous. Néanmoins, Louis de Backer parle dans une ses études d'un seigneur de Looberghe, qui serait Jean d'Ypres, dit de Saint-Omer, chevalier, seigneur de Beaurepaire, Staple et Looberghe. Il épouse Ermengarde de la Viefville qui lui amène les seigneuries de Peene (Noordpeene), Zuydpeene, Boeschepe, Walle. Il est fils de Jean châtelain d'Ypres et de Mahaut d'Aire, châtelaine de Saint-Omer. Il meurt à Cassel en 1275 et y est inhumé dans l'église Saint-Pierre de Cassel.
Avant la Révolution française, la paroisse était incluse dans le diocèse de Thérouanne, puis à la disparition de celui-ci dans le diocèse de Saint-Omer.
Le 14 mai 1436, lors de la guerre de Cent Ans, et dans le contexte du siège de Calais de cette année là, les habitants de Looberghe sont assiégés et brulés dans leur église par les Anglais, venus de la garnison de Calais, alors anglaise,.
Le village trouva sa graphie actuelle en 1475 dans le cartulaire de l'Abbaye de Saint-Winoc de Bergues.
Looberghe s'est retrouvé comme les villages voisins au cœur des affrontements entre la France (de l'époque de François Ier au XVIe siècle à Louis XIV au XVIIe siècle) contre le Saint Empire Romain germanique de Charles Quint puis la Maison d'Autriche puis l'Espagne. À ce titre, le village a subi destructions, pillages, passage des troupes, etc. qui ont fait de cette époque des moments difficiles pour les habitants. En 1645, les Français tentent de passer la Colme à Looberghe pour avancer vers Bourbourg et Gravelines, les Espagnols réussissent à les bloquer et à empêcher le passage, les Français se retirent, non sans avoir provoqué des dégâts sur leur passage (ils vont réussir à passer à Pont l'Abbesse (commune actuelle de Cappellebrouck). En 1657, Looberghe vit une répétition des évènements de 1645 : nouvelle tentative française de franchir la Colme, résistance espagnole, nouvelles destructions dus aux combats et à la présence des troupes, les Français vont finir par passer par Watten.
En 1659, par le traité des Pyrénées, la châtellenie de Bourbourg devient française mais celle de Bergues reste espagnole. Looberghe qui relève des deux pouvoirs connait une période difficile pendant quelques années. Les problèmes vont durer jusqu'en 1668 lorsque Bergues devient française (Traité d'Aix-la-Chapelle).
À la veille de Révolution, en 1750, l'église du village détient quelques terres, (d'une église à une autre, les situations sont très inégales) situées pour l'essentiel dans la paroisse. Ces biens sont administrés par un « conseil de la fabrique »; les terres sont louées et le produit de la location entre en recettes dans les comptes de l'église. L'église de Looberghe est une des moins bien loties  et ne possède que moins d'une mesure de terre, soit seulement quelques ares. Le curé a droit à la portion congrue, dont le montant augmente selon le nombre de vicaires. À côté, la table des pauvres de chaque paroisse détient également quelques terres destinées à aider les indigents, celle de Looberghe  possède 13 mesures de terre , soit environ 5 hectares.
Le 19 juillet 1774, Looberghe vit passer sur la Colme le roi de France Louis XV avec toute sa suite, soit sans doute un convoi de plusieurs bateaux, qui se rendait de Dunkerque à Saint-Omer via Bergues par voie d'eau.

#### Seigneurie de Locre
Avant 1789, existait sur Looberghe, une seigneurie dite de Locre ou Lockere. Elle possédait toute la justice seigneuriale, et s'étendait sur environ 200 mesures de terre, soit environ 90 hectares, située vers Lynck. Elle possédait, bailli, greffier, amman (représentant du châtelain-vicomte de Bourbourg pour les affaires de justice notamment), et sept échevins.
En 1535, elle appartient à Antoine van Rye, de par son mariage avec Adrienne de Barmaker qui la reçoit de son père Antoine de Barmaker, seigneur de Locre, grand bailli de Bourbourg.
Elle passe ensuite au fils des précédents également dénommé Antoine van Rye, époux de Marguerite de Briaerde (Famille de Briaerde), vers 1600, puis à leur fille Marguerite van Rye, laquelle épouse François IV du Wez, chevalier, bourgmestre de Bourbourg. Marguerite meurt vers 1631.
En 1632, Marie Cornélie de Wez (la seigneurie du Wez est située à Saint-Pierre-Brouck), fille de François de Wez et de Marguerite van Rye, épouse d'Étienne de Ruttere, écuyer, seigneur van der Wynde, en hérite.
Après cette date, la situation devient confuse : Georges Dupas annonce des propriétaires différents selon les pages de son ouvrage, probablement parce que la seigneurie fut vendue en deux parties, ce qui arrivait parfois.
En 1676, une partie passe à Jacques Zylof, écuyer, seigneur de Steenburgh (sur l'actuelle Steene), époux d'Antoinelle Bacquelrot.
En 1704, le titulaire en est l'héritier féodal de la précédente, Floris Zylof, époux de Marie Jeanne de Créqui, (Famille de Créquy).
Ensuite le fils des précédents, Floris Guillaume Zylof en hérite.
Celui-ci la transmet en 1778 à son fils Floris François Félix Zylof, écuyer, domicilié à Bergues.

### Depuis la Révolution française

#### Révolution française
Quand arrive la Révolution française, le curé de Looberghe, Merlin, refuse de prêter le serment de fidélité à la Constitution civile du clergé. Il est remplacé en 1791 par un curé constitutionnel, Pierre Joseph Compagnon, qui auparavant était vicaire à Bourbourg (à Bourbourg le curé et tous les vicaires ont prête le serment de fidélité). Le nouveau curé fera partie de ceux qui vont accueillir à Bourbourg le nouvel évêque constitutionnel de Cambrai Claude François Marie Primat le 13 mai 1791.
La municipalité (depuis la Révolution, les communes ont une municipalité, un maire et des conseillers municipaux élus) de Looberghe va se retrouver mêlée à une étrange affaire : soit elle a été négligente et abusée soit elle s'affirme en opposante du pouvoir révolutionnaire. En avril 1792, comme elle est tenue de le faire dans ce genre de cas, la municipalité déclare l'ancien curé Merlin comme ayant quitté le pays et faisant partie de l'émigration française car étant sorti du territoire « sans motif légitime justifié ». Mais en juin 1793, elle établit en faveur de Merlin un document certifiant que le ci-devant curé de Looberghe doit être rayé de la liste des émigrés et peut être remis en possession de ses biens (qui lui avaient été confisqués du fait de son émigration), car il a payé sa contribution patriotique et sa contribution pour 1792. Or, il s'avère que le document ne dit pas la vérité et est un faux. La municipalité de Looberghe n'est toutefois pas la seule à avoir un comportement qui pose question: les mesures prises contre la religion par le pouvoir passent mal en général dans la Flandre française attachée à ses prêtres et à la religion catholique. Il est vrai qu'en 1792, un ancien religieux de l'abbaye de Saint-André-les Aire (commune actuelle de Witternesse) parcourt Looberghe et Bourbourg pour critiquer les décisions du pouvoir en matière de religion.
En août 1793, dans le cadre de la bataille d'Hondschoote et du siège de Dunkerque, des troupes françaises ont cantonné à Looberghe (quartier général à Bourbourg, et troupes stationnées à Watten, Looberghe, Lynck, Brouckerque, Spycker, Coppenaxfort, Mardyck, Dunkerque). Le 30 août 1793, l'ennemi (les troupes du duc d'Yorck et du Maréchal Wilhelm von Freytag) ont tenté de passer la Colme à Looberghe (de même qu'à GrandMillebrugghe). À Looberghe, les français ont réussi à les repousser.
Le 5 septembre 1793, l'ennemi avance à nouveau le long de la Colme, les postes français du pont de Looberghe et de l'écluse de Lynck se replient. L'attaque française de l'armée du Nord du 6 septembre, prélude à la victoire d'Hondschoote, fait reculer l'ennemi.
Le 31 août 1793, pour protéger Dunkerque et Bergues, a été décidée l'inondation du pays à l'eau de mer. Cette inondation se produisit jusqu'à Watten le long de la Haute Colme notamment et Looberghe fut concernée.
Tous les patriotes s'étant rendus volontaires pour combattre l'ennemi ne font pas l'unanimité : en mai 1794, (prairial an II), la municipalité de Looberghe se plaint auprès du district de Bergues des provocations faites par des « patriotes » volontaires de Gravelines, qui seraient accompagnés de brigands, et qui cherchent à amener les paysans à se révolter afin de pouvoir ensuite les affronter.

#### Après la Révolution
En 1866, on exploite encore au moins une tourbière située sur la commune.
En 1888, il y avait un hospice pour vieillards à Looberghe (une orpheline de 15 ans , probablement employée en fut renvoyée puis mise en maison de correction pour mauvaise conduite : vols...).
À la fin du siècle, Looberghe n'échappe pas à la fièvre politique boulangiste : aux élections législatives du 19 août 1888, le général Boulanger, élu entre autres, dans le département du Nord, arrive en tête (210 voix), devant Koechlin (205 voix). Le village se distingue toutefois, car ce choix du général Boulanger est généralement le fait des villes ou des gros bourgs mais pas des campagnes.
En 1893, Looberghe a son marché : il a lieu le jeudi.
En 1903, Looberghe a un curé, un vicaire, une école publique, une école privée, 4 aubergistes, 3 bouchers, 1 boulanger, 2 brasseurs, au moins 31 cabarets, 2 charcutiers, 6 charpentiers, 2 charrons, 7 épiciers, 4 maçons, 4 meuniers, un médecin, un pharmacien.

#### Première guerre mondiale
Pendant la première guerre mondiale, du 20 juin 1917 au 2 janvier 1918, Looberghe est le siège d'un commandement d'étapes, c'est-à-dire un élément de l'armée organisant le stationnement de troupes, comprenant souvent des chevaux, pendant un temps plus ou moins long, sur les communes dépendant du groupement, en arrière du front qui part de Nieuport, suit le cours de l'Yser un moment puis gagne les Monts des Flandres, et traverse le département du Pas-de-Calais (Lille, certaines villes du bassin minier du Pas-de-Calais sont sous domination allemande) avant de gagner l'est de la France. En juin 1917, des soldats sont affectés à la garde du pont sur le canal de la Colme, une équipe de 16 agriculteurs, commandés par un sergent sont mis à disposition des fermiers, un autre groupe de 43 travailleurs est affecté à la réfection des routes. Les communes faisant partie du commandement d'étapes sont Looberghe, Drincham, Pitgam, Saint-Pierre-Brouck, Cappelle-Brouck, Eringhem, Brouckerque.
Le 17 août 1917, en fin de matinée, un biplan anglais a atterri brusquement dans la partie nord du village de Looberghe, vers Pitgam. L'appareil a été très endommagé mais l'équipage fut sauf. L'autorité anglaise d'Eringhem prévenue a fait le nécessaire. Un régiment d'infanterie a assuré un poste de surveillance. Dans la nuit du 26 au 27 octobre 1917, 9 bombes sont tombées dans les champs à proximité (environ 500 mètres) de Looberghe, sans faire ni victimes ni dégâts.
Le 3 ou le 4 septembre 1917, un obus est tombé sur l'appentis d'une ferme à Looberghe. Il est entré en terre à 1,50 mètre de profondeur sans éclater. Le diamètre du trou est d'environ 25 cm, l'obus provient d'une batterie contre avion. Il est prévu de l'enlever pour le faire éclater. Le 3 septembre, des avions ennemis ont survolé la région entre 22 heures et 23 heures. Ils ont largué trois torpilles visant une ferme où sont cantonnées des troupes. Tombant à proximité, elles ont creusé des entonnoirs de 7 à 8 mètres de diamètre sur 3 à 4 mètres de profondeur. Elles n'ont pas fait de victimes.
Dans la nuit du 26 au 27 octobre 1917, à une heure trente, neuf bombes sont tombées dans les champs à 500 mètres au sud-est de l'église de Looberghe, sans faire ni victimes, ni dégâts.
Le dix novembre 1917, à Looberghe, un ouragan a emporté une écurie démontable pour 50 chevaux, elle doit être remontée en totalité, quelques fermes sont endommagées.
En 1916, Looberghe dépend également du commandement d'étapes installé à Grand-Millebrugghe, séjournent notamment sur le village des ambulances et des brancardiers, ainsi qu'y est installé un parc de bétail. Looberghe dépend encore en 1917 d'un commandement d'étapes ayant son siège à Spycker et y est retrouvé pendant un temps un poste d'observation de l'armée britannique, puis un poste d'artillerie contre les avions ainsi qu'un poste de gendarmerie de quatre hommes... Looberghe a également fait partie en 1917-1918 du groupement d'étapes installé à Bergues.

#### Depuis 1918
Une ligne de chemin de fer de Bourbourg à Drincham via Coppenaxfort, Brouckerque et Looberghe a fonctionné pendant environ 30 ans : créée en 1924, déclassée par un décret du 6 septembre 1938 paru au Journal Officiel du 18 septembre sur demande du département du Nord. La ligne semble avoir fonctionné jusque dans les années 1950.
En 1989, le téléfilm Maria Vandamme a été tourné en partie à Looberghe.

## La navigation sur la Colme
Dans le passé, le canal de la Haute Colme qui passe à Looberghe (au pont) était fort emprunté : y passaient nombre de bateaux chargés d'assurer la liaison entre Saint-Omer et Bergues, via Wattendam (hameau de Watten), puis vers Dunkerque. À une époque où les routes n'existaient pas ou n'étaient que des chemins ne pouvant supporter de lourdes charges dans cette région de marais, de surcroît souvent détrempés, les voies d'eau servaient aux transports de marchandises et même de voyageurs aux XVIIe et XVIIIe siècles. Dès le XVe siècle, transitait par Looberghe un bateau dit de marché ou marschip qui venait de Bergues à Saint-Omer le samedi de chaque semaine pour apporter les denrées et marchandises que les habitants de Bergues voulaient vendre au marché de Saint-Omer, et retournait chargé de marchandises achetées à ce marché pour Bergues. Au XVIIe, en 1669 fut créé un service de transport de passagers entre Bergues et Saint-Omer par barque tirée par un cheval qui empruntait la voie de halage longeant le canal. Il s'agissait d'un service quotidien dans chaque sens. La canal de la Haute Colme appartenait au Magistrat de Bergues jusqu'à Watten. Ce service exista bon an mal an jusqu'au XVIIIe même s'il diminua très vite du fait de la création d'un service équivalent entre Saint-Omer et Dunkerque via Bourbourg, service qui évitait le passage par Bergues.
Au XXe siècle, des péniches passaient encore sur le canal de la Haute Colme. Il existait même une personne affectée à la manœuvre du pont qui devait être levé pour permettre le passage des péniches. Le trafic a beaucoup diminué depuis le  creusement du canal de dérivation de la Colme (qui passe un peu plus loin en se dirigeant vers Bourbourg) creusé en 1932 puis porté au gabarit européen en 1967. Ce dernier permet de rejoindre plus directement Dunkerque sans passer par Bergues et il permet d'éviter plusieurs écluses. Le développement récent du tourisme fluvial peut permettre à l'ancien canal de retrouver une activité si tant est qu'il ne soit pas nécessaire de manœuvrer le pont-levis qui vient de faire l'objet de travaux récemment.

## Toponymie
Loo signifie lieu élevé au-dessus des eaux ou marais qui l'avoisinent : la situation de Lobergue, près du canal de la Colme, au milieu de prairies qui pouvaient être autrefois couvertes d'eau, ferait supposer que c'est de là que ce village tire son nom. M. De Baecker prétend qu'on devrait écrire Loo-Bergues pour Loo près Bergues, qu'on aurait ainsi surnommé pour le distinguer de Loo près de Furnes.

## Héraldique
|  | Les armes de Looberghe se blasonnent ainsi : "D'argent à la croix de sable chargée de cinq quintefeuilles d'or." |

## Politique et administration
Maire en 1791 : Jean Folquin Janssen.
Maire de 1800 à 1843 : Jean Louis Meesemaecker (1772-1847), cultivateur, propriétaire.
Maire de 1843 à 1846 : Louis Deram
Maire de 1846 à 1847 : Pierre Jacques Joseph Hemelsdael.
Maire de 1847 à avril 1848 : Georges Martin Damman.
Maire d'avril 1848 à 1862 : Louis Landron.
Maire de 1862 à 1877 : Alexandre Meesemaecker.
Maire de 1877 à 1884 : Alexandre Hocquette
Maire de 1884 à 1892 : Constant Bécuwe.
Maire de 1892 à 1912 : Victor Meesemaecker.
Maire en 1912-1914 : Léopold Declercq.
Maire de 1922 à 1939 : Paul Landron.
Maire de 1951 à 1953 : A. Vermersch.
Maire de 1953 à 1977 : A. Stevenoot.

Maire de 1977 à 1978 au moins : J. P. Brysbaert. 
| Période                                  | Période  | Identité                                     | Étiquette | Qualité |
| ---------------------------------------- | -------- | -------------------------------------------- | --------- | ------- |
| mars 2014                                | En cours | Arnaud Cooren Réélu pour le mandat 2020-2026 | SE        |         |
| Les données manquantes sont à compléter. |          |                                              |           |         |

## Population et société

### Démographie

#### Évolution démographique
L'évolution du nombre d'habitants est connue à travers les recensements de la population effectués dans la commune depuis 1793. Pour les communes de moins de 10 000 habitants, une enquête de recensement portant sur toute la population est réalisée tous les cinq ans, les populations de référence des années intermédiaires étant quant à elles estimées par interpolation ou extrapolation. Pour la commune, le premier recensement exhaustif entrant dans le cadre du nouveau dispositif a été réalisé en 2007.

En 2022, la commune comptait 1 217 habitants, en évolution de +2,87 % par rapport à 2016 (Nord : +0,51 %, France hors Mayotte : +2,11 %).
| 1793  | 1800  | 1806  | 1821  | 1831  | 1836  | 1841  | 1846  | 1851  |
| ----- | ----- | ----- | ----- | ----- | ----- | ----- | ----- | ----- |
| 1 117 | 1 035 | 1 064 | 1 305 | 1 328 | 1 408 | 1 440 | 1 577 | 1 585 |

| 1856  | 1861  | 1866  | 1872  | 1876  | 1881  | 1886  | 1891  | 1896  |
| ----- | ----- | ----- | ----- | ----- | ----- | ----- | ----- | ----- |
| 1 592 | 1 534 | 1 595 | 1 524 | 1 566 | 1 454 | 1 455 | 1 443 | 1 397 |

| 1901  | 1906  | 1911  | 1921  | 1926  | 1931  | 1936 | 1946  | 1954  |
| ----- | ----- | ----- | ----- | ----- | ----- | ---- | ----- | ----- |
| 1 399 | 1 316 | 1 294 | 1 119 | 1 093 | 1 078 | 990  | 1 027 | 1 055 |

| 1962  | 1968 | 1975  | 1982  | 1990  | 1999  | 2006  | 2007  | 2012  |
| ----- | ---- | ----- | ----- | ----- | ----- | ----- | ----- | ----- |
| 1 030 | 935  | 1 025 | 1 162 | 1 185 | 1 176 | 1 176 | 1 176 | 1 174 |

| 2017  | 2022  | - | - | - | - | - | - | - |
| ----- | ----- | - | - | - | - | - | - | - |
| 1 178 | 1 217 | - | - | - | - | - | - | - |

#### Pyramide des âges
La population de la commune est relativement jeune.
En 2018, le taux de personnes d'un âge inférieur à 30 ans s'élève à 33,6 %, soit en dessous de la moyenne départementale (39,5 %). À l'inverse, le taux de personnes d'âge supérieur à 60 ans est de 25,7 % la même année, alors qu'il est de 22,5 % au niveau départemental.
En 2018, la commune comptait 605 hommes pour 576 femmes, soit un taux de 51,23 % d'hommes, largement supérieur au taux départemental (48,23 %).
Les pyramides des âges de la commune et du département s'établissent comme suit.
| Hommes | Classe d’âge | Femmes |
| ------ | ------------ | ------ |
| 0,0    | 90 ou +      | 0,7    |
| 4,3    | 75-89 ans    | 6,1    |
| 19,5   | 60-74 ans    | 20,9   |
| 22,4   | 45-59 ans    | 20,2   |
| 18,9   | 30-44 ans    | 19,8   |
| 15,7   | 15-29 ans    | 13,9   |
| 19,2   | 0-14 ans     | 18,4   |

| Hommes | Classe d’âge | Femmes |
| ------ | ------------ | ------ |
| 0,5    | 90 ou +      | 1,4    |
| 5,3    | 75-89 ans    | 8,1    |
| 14,8   | 60-74 ans    | 16,2   |
| 19,1   | 45-59 ans    | 18,4   |
| 19,5   | 30-44 ans    | 18,7   |
| 20,7   | 15-29 ans    | 19,1   |
| 20,2   | 0-14 ans     | 18     |

## Économie locale
- Elle est marquée principalement par la culture et la production animale.

## Catastrophes naturelles et risques de la commune
- Looberghe a subi des effondrements de terrains en 1989, des mouvements de terrains en 1990, 1991, 1998 et 2009 et des inondations en 1993, 1994 et 1999.
- Looberghe compte parmi ses risques les engins de guerre, les inondations et mouvements de terrains et le transport de marchandises dangereuses.

## Centrale nucléaire
- La centrale nucléaire de Gravelines est située à 15 kilomètres de la commune.

## Culture et patrimoine

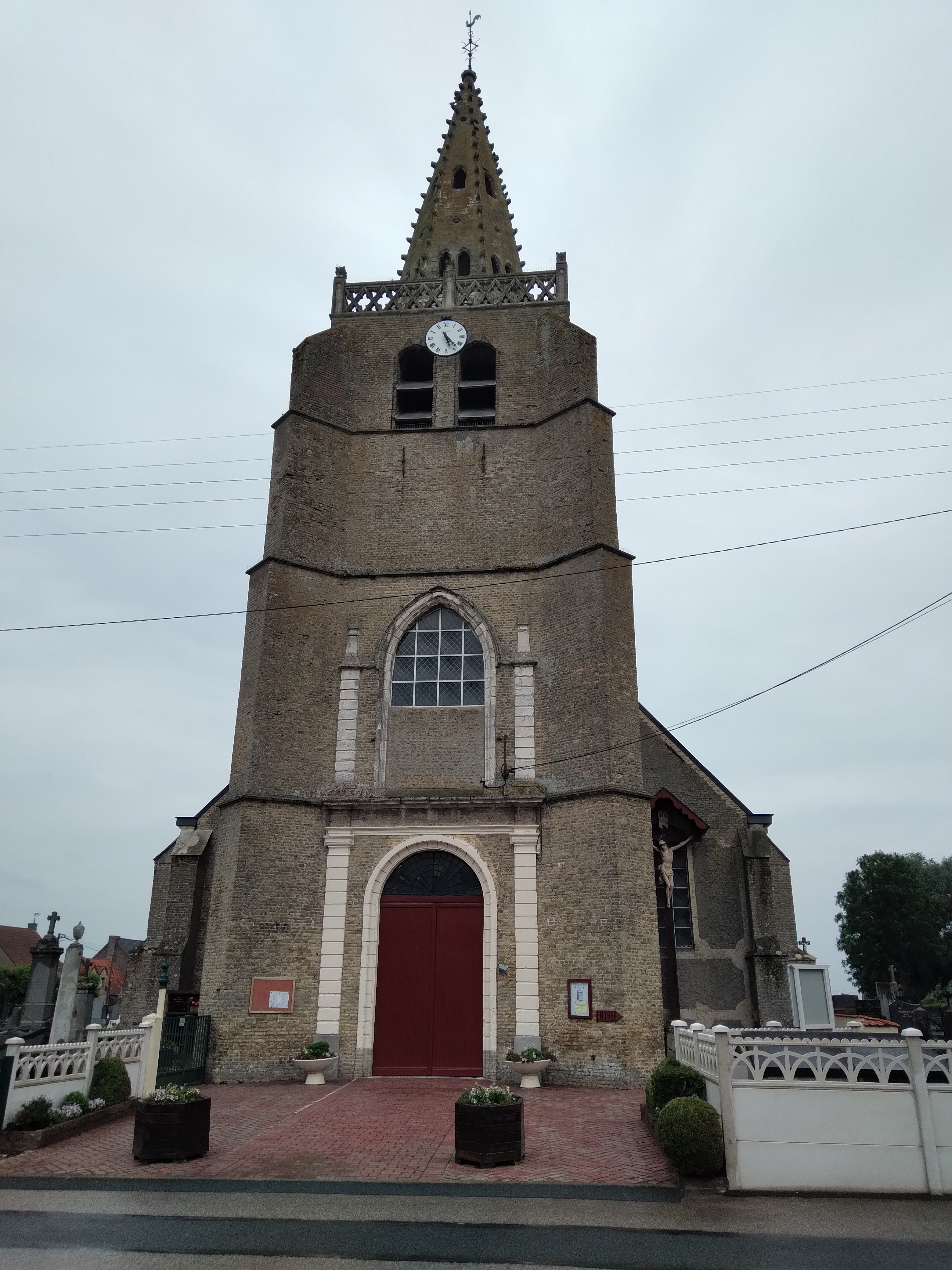
Église Saint-Martin de Looberghe datant du XVIIe.

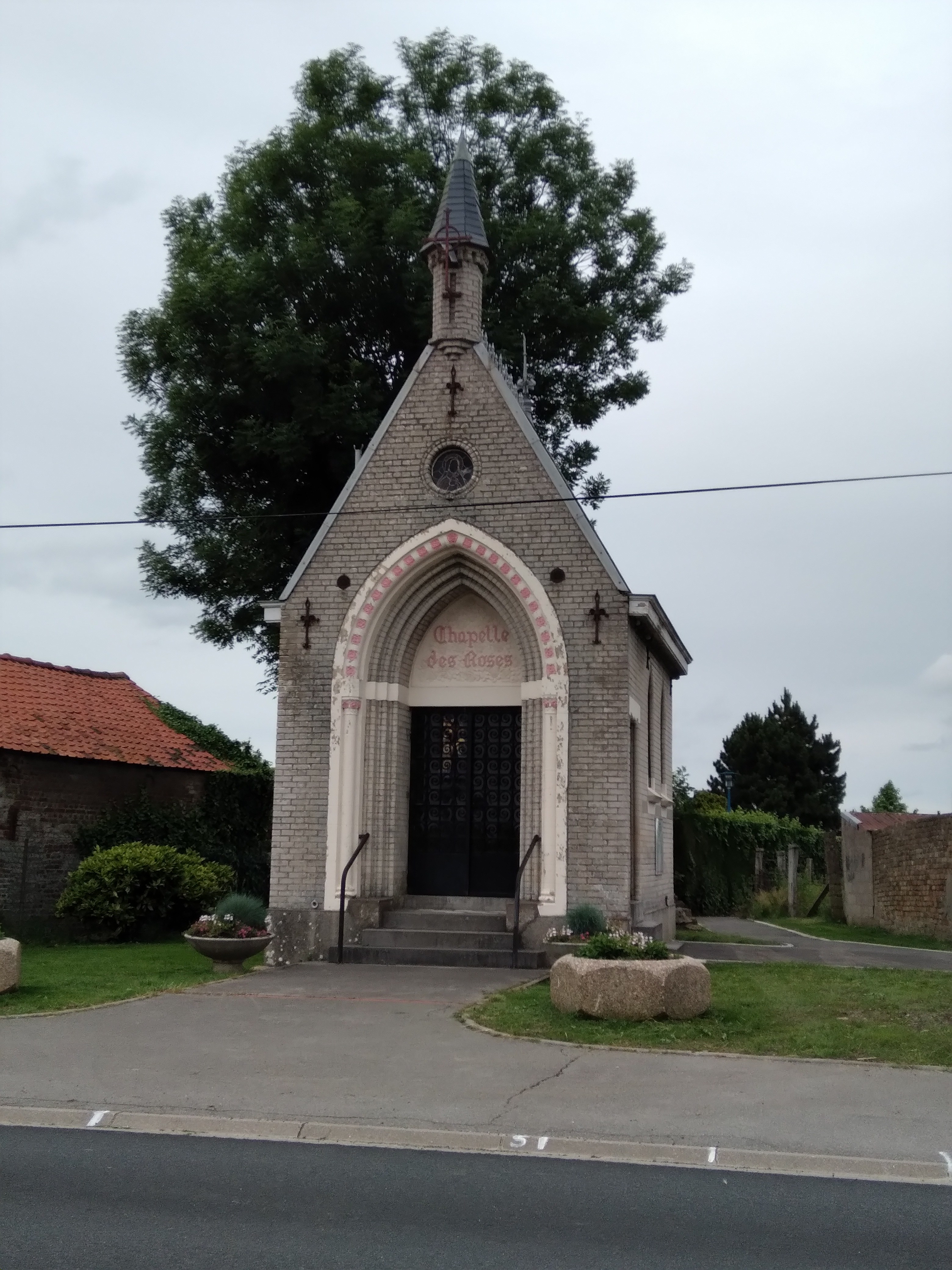
Chapelle Sainte-Thérèse.

Un chemin de randonnée pédestre de 11 km, le circuit « Au fil de l'eau : Gracht et Haute Colme », permet de découvrir le centre du village et de parcourir la campagne environnante.

### Édifices religieux
- La Chapelle Sainte-Thérèse, construite en 1927.
- L'Église Saint-Martin, qui date du XVIIe siècle, compte un buffet d'orgues de 1715 classé au registre des Monuments Historiques[79].

### Les Moulins
Sur les 3 Moulins que comptait la commune, deux ont subsisté :
- Le moulin Regost, moulin à vis d'Archimède, dit aussi moulin de l'Hostin, classé Monument Historique en mars 1979. Il était utilisé au XVIIIe siècle pour l'assèchement.
- Le moulin Meesemaecker, moulin à vent dit moulin au million de briques, classé Monument Historique en novembre 1977. Il était utilisé au XIXe siècle pour produire de la farine[80].

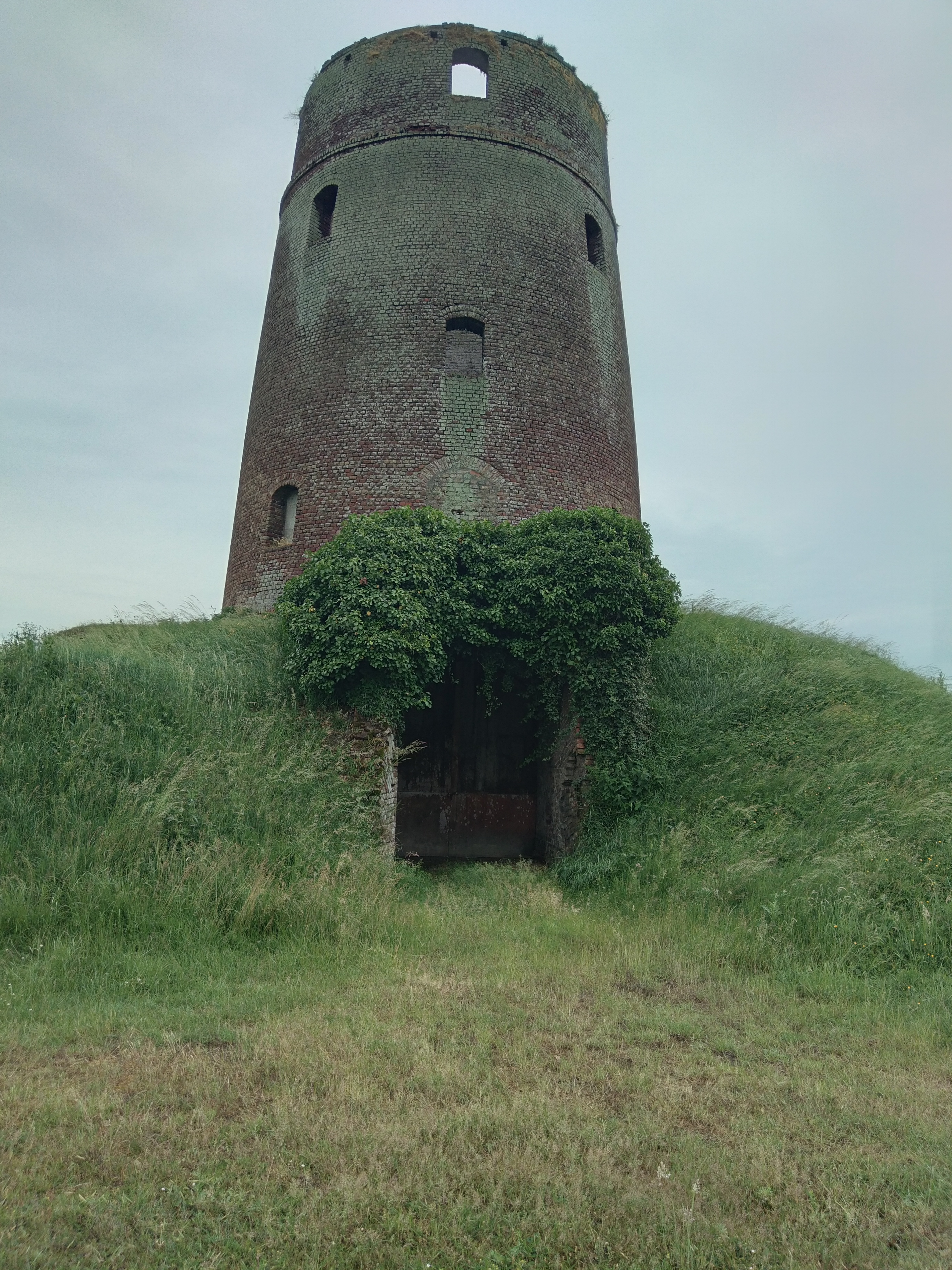
Moulin Meesemaecker à Looberghe datant de 1860.

Le moulin Mormentyn, ancien moulin à vent, n'existe plus.

### Autres Monuments à proximité
- Le Fort Vallières est à 11,5 kilomètres de la commune[81] à Coudekerque-Village.

### Musées proches
- Le Musée du Mont de Piété, à Bergues, labellisé Musée de France, est distant de 12,6 kilomètres. Il est spécialisé dans les Beaux-Arts, l'ethnologie et les sciences de la nature[82].
- Le Musée du dessin et de l'estampe originale de Gravelines, labellisé Musée de France, à environ 13 kilomètres, est spécialisé dans les Arts du XXe siècle, les Beaux-Arts et l'Histoire[83].

## Pour approfondir